# Jeannot l'intrépide
Pour plus de détails, voir Fiche technique et Distribution.
Jeannot l'intrépide est un film d'animation français réalisé par Jean Image, sorti en France en 1950.
C'est, de fait, le premier dessin animé de long métrage du cinéma français. Par la suite, une partie de l'histoire a été retravaillée pour être présentée sous forme de série télévisée portant le nom de Joë chez les abeilles.

## Synopsis
Dans ce film plein de poésie et de fraîcheur inspiré de l'histoire du Petit Poucet, Jeannot et ses frères se perdent dans la forêt et sont capturés par un ogre qui les rapetisse. Les voilà en cage comme des insectes. Mais Jeannot parvient à s'échapper et sauve la reine des abeilles d'une invasion de frelons.

## Fiche technique
- Titre original : Jeannot l'intrépide
- Réalisation : Jean Image
- Scénario : Jean Image, Eraine, Paul Colline, d’après le conte Le Petit Poucet de Charles Perrault
- Photographie : Tchikine
- Animation : Albert Champeaux, Denis Boutin, Marcel Breuil, O'Klein
- Son : René Sarazin
- Musique : René Cloërec
- Production : Les Films Jean Image
- Distribution : Les Films du Tétras
- Format : couleur - 1,37:1[1] - 35 mm - son : Mono
- Pays : France
- Genre : Aventure
- Durée : 80 minutes
- Date de sortie : 13 décembre 1950
- Affiche : Henri Cerutti (France)

## Récompenses
- 1951 : Grand Prix du Film pour l'Enfance à la Biennale de Venise